# Dorota Borowska
Dorota Borowska (ur. 27 lutego 1996 w Nowym Dworze Mazowieckim) – polska kajakarka występująca w zawodach kanadyjek, trzykrotna mistrzyni europy, wicemistrzyni świata, złota i brązowa medalistka igrzysk europejskich.

## Kariera
W 2018 roku zdobyła srebrny medal na mistrzostwach Europy w Belgradzie w zawodach jedynek na dystansie 200 metrów. W sierpniu tego samego roku podczas mistrzostw świata w Montemor-o-Velho zdobyła srebrny medal w dwójce z Sylwią Szczerbińską na 200 metrów oraz brązowy w jedynce na tym samym dystansie.
Następnego roku na igrzyskach europejskich w Mińsku zdobyła brązowy medal w jedynce na 200 metrów.
W 2021 zajęła 4. miejsce w konkurencji C-1 200 metrów podczas igrzysk olimpijskich w Tokio. Na mistrzostwach świata w tym samym roku zdobyła brązowy medal mistrzostw świata w tej samej konkurencji oraz srebrny medal w konkurencji C-2 200 metrów mix (z Michałem Łubniewskim).
W czerwcu 2023 zdobyła złoty medal w wyścigu C1 na 200 metrów podczas rozgrywanych w Krakowie igrzysk europejskich.
W 2024 roku w trakcie Mistrzostw Europy w Szegedzie w konkurencji C-1 200 metrów zdobyła złoty metal, na tym samych zawodach zdobyła także dwa srebrne medale z wyścigów C-2 200 metrów oraz C-2 500m w parze z Sylwią Szczerbińską.
W 2025 roku w czeskich Račicach zdobyła swój trzeci tytuł mistrzyni Europy, wygrywając w konkurencji C-1 200 metrów.

## Wyniki
Wyniki finałów igrzysk olimpijskich i europejskich oraz mistrzostw świata i Europy.
| Rok  | Zawody               | Miejscowość      | Konkurencja   | Czas      | Pozycja |
| ---- | -------------------- | ---------------- | ------------- | --------- | ------- |
| 2016 | Mistrzostwa Europy   | Moskwa           | C-1 200 m     | 49,184    | 4.      |
| 2016 | Mistrzostwa Europy   | Moskwa           | C-2 500 m     | 2:09,5376 | 6.      |
| 2017 | Mistrzostwa Europy   | Płowdiw          | C-1 200 m     | 47,48     | 4.      |
| 2017 | Mistrzostwa świata   | Račice           | C-1 200 m     | 47,809    | 5.      |
| 2018 | Mistrzostwa Europy   | Belgrad          | C-1 200 m     | 46,222    | srebro  |
| 2018 | Mistrzostwa Europy   | Belgrad          | C-2 200 m     | 44,170    | 5.      |
| 2018 | Mistrzostwa świata   | Montemor-o-Velho | C-1 200 m     | 46,812    | brąz    |
| 2018 | Mistrzostwa świata   | Montemor-o-Velho | C-2 200 m     | 46,158    | srebro  |
| 2019 | Igrzyska europejskie | Mińsk            | C-1 200 m     | 51,731    | brąz    |
| 2019 | Mistrzostwa świata   | Segedyn          | C-1 200 m     | 50,142    | 6.      |
| 2021 | Igrzyska olimpijskie | Tokio            | C-1 200 m     | 47,116    | 4.      |
| 2021 | Mistrzostwa świata   | Kopenhaga        | C-2 200 m mix | 39,827    | srebro  |
| 2021 | Mistrzostwa świata   | Kopenhaga        | C-1 200 m     | 46,903    | brąz    |
| 2023 | Igrzyska europejskie | Kraków           | C-1 200 m     | 46,653    | złoto   |